# Sextus Placitus Papyrensis
Sextus Placitus Papyrensis a 4. században élt orvos.
Egyes 19. századi klasszika-filológusok Plutarkhosz unokaöccsével, Sextusszal összetévesztve Sextus Philosophus Platonicusnak is nevezték. Egyszerű latin nyelven egy De medicamentis in animalibus című, 34 részből álló gyógyszertani mű maradt fenn tőle, amelyben idősebb Plinius nyomán mindazon gyógyszerek készítését, alkalmazását és hatását ismerteti, amelyeket az emlősök (az embert is ideértve), valamint a madarak szolgáltatnak. A mű híven tükrözi azt a hanyatlást, amely a Római Birodalom hanyatlásával párhuzamosan az orvostudományban is beállt. Jellemző példa erre a következő recept:
„Aki egy újszülött kutyát megfőz és teljesen elfogyaszt, élethossziglan mentes marad a kólikától.”
A mű nyomtatásban először 1538-ban jelent meg Augsburgban. A munkát a bártfai születésű Georg Henisch (1549-1618) Bázelben német fordításban is kiadta a következő cím alatt 1574-ben: Sextus Platonius, Artzney-Buch von Vöglen, wilden u. zahmen Thieren, wie man dieselb in der artzney für allerhandt krankheiten brauchen sol etc. jetzt erstmals versteutscht durch Georgen Henisch von Bartfeld.